# أغسطس بابلو
أغسطس بابلو (بالإنجليزية: Augustus Pablo) هو موسيقي وعازف بيانو وملحن ومنتج أسطوانات جامايكي، ولد في 21 يونيو 1954 في أبريشة سانت أندرو ‏ في جامايكا، وتوفي في 18 مايو 1999 في كينغستون في جامايكا بسبب فشل تنفسي.

## وصلات خارجية
- الموقع الرسمي
- أغسطس بابلو على موقع IMDb (الإنجليزية)
- أغسطس بابلو على موقع ميوزك برينز (الإنجليزية)
- أغسطس بابلو على موقع ميوزك برينز (الإنجليزية)
- أغسطس بابلو على موقع أول ميوزيك (الإنجليزية)
- أغسطس بابلو على موقع ديسكوغز (الإنجليزية)
- أغسطس بابلو على موقع ديسكوغز (الإنجليزية)
- أغسطس بابلو على موقع ديسكوغز (الإنجليزية)